# Diócesis de Phát Diêm
La diócesis de Phát Diêm (en latín: Dioecesis de Phat Diem y en vietnamita: Giáo phận Phát Diệm) es una circunscripción eclesiástica latina de la Iglesia católica en Vietnam, sufragánea de la arquidiócesis de Hanói. Su actual obispo es Peter Kieu Cong Tung.

## Territorio y organización
La diócesis tiene 1787 km² y extiende su jurisdicción sobre los fieles católicos de rito latino residentes en la provincia de Ninh Binh y en los distritos de Lạc Thủy y Yên Thủy de la provincia de Hòa Bình.
La sede de la diócesis se encuentra en la ciudad de Phát Diêm, en donde se halla la Catedral de Nuestra Señora Reina del Rosario.
En 2019 en la diócesis existían 78 parroquias.

## Historia
El vicariato apostólico de Tonkín Marítimo fue erigido el 15 de abril de 1901 con el breve Quae catholico del papa León XIII, obteniendo el territorio del vicariato apostólico de Tonkín Occidental (hoy arquidiócesis de Hanói).
El 3 de diciembre de 1924 asumió el nombre de vicariato apostólico de Phát Diêm en virtud del decreto Ordinarii Indosinensis de la Congregación de Propaganda Fide.
El 7 de mayo de 1932 cedió una parte de su territorio para la erección del vicariato apostólico de Thanh Hóa (hoy diócesis de Thanh Hóa) mediante el breve Ut clero indigenae del papa Pío XI.
El 24 de noviembre de 1960 el vicariato apostólico fue elevado a diócesis con la bula Venerabilium Nostrorum del papa Juan XXIII.
El 22 de febrero de 1981, con la carta apostólica Quandoquidem sancta, el papa Juan Pablo II confirmó a los santos Pedro y Pablo como patronos principales de la diócesis.

## Estadísticas
De acuerdo al Anuario Pontificio 2020 la diócesis tenía a fines de 2019 un total de 156 475 fieles bautizados.
| Año                                                                             | Población            | Población | Población      | Sacerdotes | Sacerdotes    | Sacerdotes    | Bautizados por sacerdote | Diáconos permanentes | Religiosos | Religiosos | Parroquias |
| Año                                                                             | Bautizados católicos | Total     | % de católicos | Total      | Clero secular | Clero regular | Bautizados por sacerdote | Diáconos permanentes | Varones    | Mujeres    | Parroquias |
| ------------------------------------------------------------------------------- | -------------------- | --------- | -------------- | ---------- | ------------- | ------------- | ------------------------ | -------------------- | ---------- | ---------- | ---------- |
| 1950                                                                            | 99 904               | 250 000   | 40.0           | 163        | 154           | 9             | 612                      |                      | 6          | 206        | 57         |
| 1963                                                                            | 58 900               | 400 000   | 14.7           | 26         | 24            | 2             | 2265                     |                      | 7          | 39         | 61         |
| 1979                                                                            | 95 000               | 500 000   | 19.0           | 13         | 13            |               | 7307                     |                      | 1          | 29         | 62         |
| 1999                                                                            | 137 760              | 905 900   | 15.2           | 27         | 27            |               | 5102                     |                      |            | 69         | 65         |
| 2000                                                                            | 137 761              | 905 900   | 15.2           | 27         | 27            |               | 5102                     |                      |            | 69         | 65         |
| 2001                                                                            | 142 056              | 905 985   | 15.7           | 26         | 26            |               | 5463                     |                      | 20         | 70         | 65         |
| 2002                                                                            | 142 056              | 905 985   | 15.7           | 26         | 26            |               | 5463                     |                      | 20         | 70         | 65         |
| 2003                                                                            | 146 335              | 915 900   | 16.0           | 34         | 33            | 1             | 4303                     |                      | 22         | 70         | 65         |
| 2004                                                                            | 144 721              | 907 520   | 15.9           | 31         | 30            | 1             | 4668                     |                      | 25         | 93         | 65         |
| 2013                                                                            | 163 036              | 1 002 037 | 16.3           | 76         | 67            | 9             | 2145                     |                      | 74         | 226        | 77         |
| 2016                                                                            | 151 038              | 1 019 560 | 14.8           | 89         | 79            | 10            | 1697                     |                      | 95         | 271        | 78         |
| 2019                                                                            | 156 475              | 1 039 490 | 15.1           | 115        | 95            | 20            | 1360                     |                      | 121        | 307        | 78         |
| Fuente: Catholic-Hierarchy, que a su vez toma los datos del Anuario Pontificio. |                      |           |                |            |               |               |                          |                      |            |            |            |

## Episcopologio
- Jean-Pierre-Alexandre Marcou,[7] M.E.P. † (15 de abril de 1901-20 de octubre de 1935 renunció)
- Giovanni Battista Tong † (20 de octubre de 1935 por sucesión-8 de junio de 1945 renunció)
- Taddeo Le Huu Tu, O.Cist. † (14 de junio de 1945-1959 renunció)
- Paul Bui Chu Tao † (24 de enero de 1959-3 de noviembre de 1998 retirado)
- Joseph Nguyên Van Yên (3 de noviembre de 1998 por sucesión-14 de abril de 2007 retirado)
  - Sede vacante (2007-2009)[8]
- Joseph Nguyên Năng (25 de julio de 2009-19 de octubre de 2019 nombrado arzobispo de Ho Chi Minh)
  - Sede vacante (desde el 2019)
- Peter Kieu Cong Tung (25 de marzo de 2023)